# Sean Wroe
Sean Wroe (né le 18 mars 1985 à Melbourne) est un athlète australien spécialiste du 400 mètres.

## Carrière
Vainqueur des Championnats d'Australie en 2007, Sean Wroe se classe sixième des Championnats du monde en salle 2008 à Valence, signant avec le temps de 46 s 93 la meilleure performance de sa carrière sur la distance. Il participe aux Jeux olympiques de Pékin et termine sixième de l'épreuve du relais 4 × 400 mètres. 
Après avoir remporté la médaille d'or du relais 4 × 400 m lors des Universiades de Belgrade, en 2009, Sean Wroe monte sur la troisième marche du podium des Championnats du monde de Berlin en compagnie de John Steffensen, Ben Offereins et Tristan Thomas. L'équipe d'Australie établit le temps de 3 min 0 s 90 et se classe derrière les États-Unis et le Royaume-Uni.
Son meilleur temps (sur piste extérieure) est de 45 s 07 obtenu à Brisbane le 20 mars 2009.

## Palmarès
| Date | Compétition                    | Lieu      | Résultat | Épreuve   |
| ---- | ------------------------------ | --------- | -------- | --------- |
| 2004 | Championnats du monde juniors  | Grosseto  | 6e       | 400 m     |
| 2007 | Universiade                    | Bangkok   | 1er      | 400 m     |
| 2007 | Universiade                    | Bangkok   | 2e       | 4 × 400 m |
| 2008 | Championnats du monde en salle | Valence   | 6e       | 400 m     |
| 2008 | Jeux olympiques                | Pékin     | 6e       | 4 × 400 m |
| 2009 | Universiade                    | Belgrade  | 1er      | 4 × 400 m |
| 2009 | Championnats du monde          | Berlin    | 3e       | 4 × 400 m |
| 2010 | Championnats d'Océanie         | Cairns    | 1er      | 400 m     |
| 2010 | Jeux du Commonwealth           | New Delhi | 2e       | 400 m     |
| 2010 | Jeux du Commonwealth           | New Delhi | 1er      | 4 × 400 m |
| 2011 | Universiade                    | Shenzhen  | 3e       | 400 m     |